# Leon Borowski (inżynier)

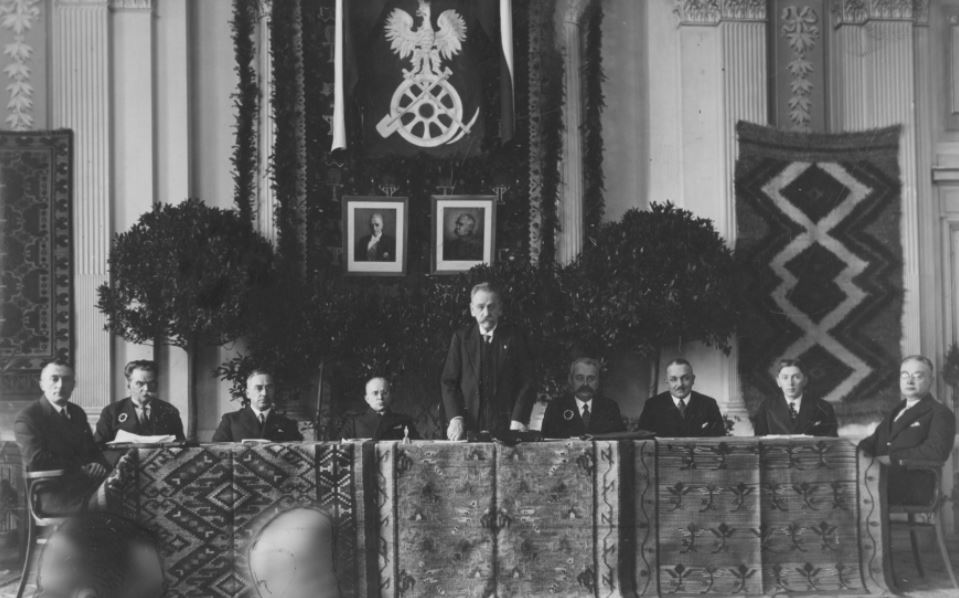
Prezydium III Polskiego Kongresu Drogowego (5–7 styczeń 1934). Od lewej: Maurycy Z. Jaroszyński, Władysław Tryliński, Stanisław Siła-Nowicki, Michał Butkiewicz, Jędrzej Moraczewski, Leon Borowski, Edward Dunin-Markiewicz, Kazimierz Lewandowski, Adam Gniewiewski.

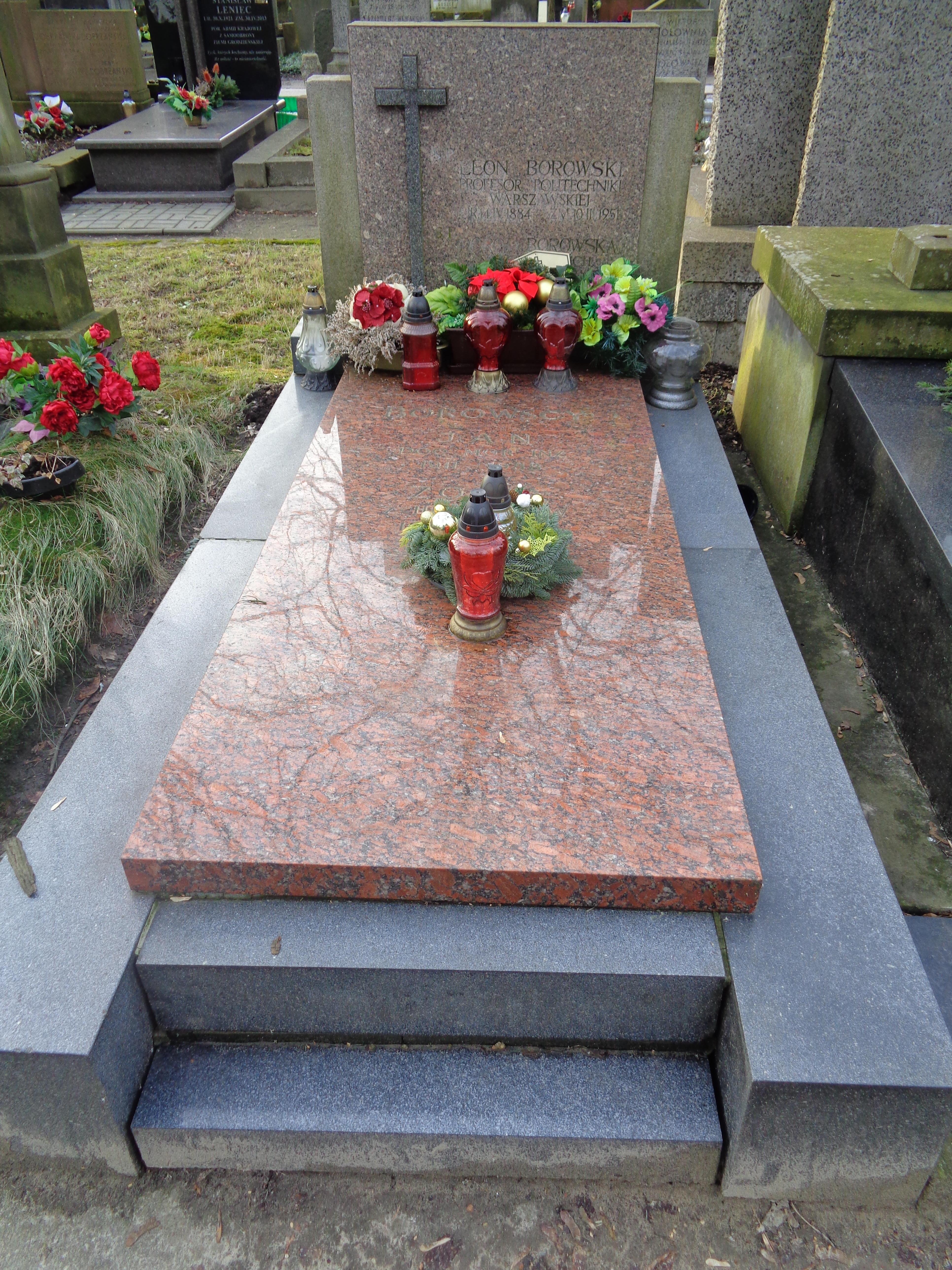
Grób profesora Leona Borowskiego na cmentarzu Powązkowskim

Leon Borowski (ur. 14 kwietnia 1884 w Humaniu na Podolu, zm. 10 marca 1951 w Warszawie) – polski inżynier, specjalista budowy dróg, profesor Politechniki Warszawskiej, członek Towarzystwa Naukowego Warszawskiego.

## Życiorys
Był synem Jana (lekarza) i Zofii z Niedźwieckich. Uczęszczał do gimnazjum w Humaniu, w latach 1907–1913 studiował w Instytucie Politechnicznym w Kijowie. Pracował jako inżynier drogowy w Taraszczy i okręgu kijowskim, podczas I wojny światowej zajmował się budową mostów na froncie wschodnim. W 1920 przybył na stałe do Polski. Był nauczycielem w Państwowej Średniej Szkole Drogowej w Warszawie (1924–1921) oraz starszym asystentem w Katedrze Budowy Dróg i Robót Ziemnych Politechniki Warszawskiej (od 1922), jednocześnie pracował w Okręgowej Dyrekcji Robót Publicznych w Warszawie (1920–1932). W 1934 uzyskał na Politechnice habilitację (praca Gęstość sieci drogowej i jej miernik) i został docentem w Katedrze Budowy Dróg i Robót Ziemnych; po wojnie, wraz z nominacją na profesora zwyczajnego (1946), objął kierownictwo tej katedry. Przewodniczył Radzie Naukowej Instytutu Badawczego Budownictwa w Warszawie (1946–1949). Na Politechnice Warszawskiej prowadził wykłady z podstaw nauk inżynierskich, ekonomiki gospodarki drogowej i budowy dróg; w czasie wojny wykładał inżynierię budowlaną w Państwowej Wyższej Szkole Technicznej w Warszawie (1942–1944).
Niezależnie od obowiązków dydaktycznych pozostawał związany z administracją państwową drogownictwa. Był kierownikiem Oddziału Drogowego Urzędu Wojewódzkiego Warszawskiego (1932–1934), naczelnikiem Wydziału Komunikacyjno-Budowlanego tego urzędu (1935–1939), pracownikiem Wydziału Technicznego Magistratu miasta Warszawy (1940–1941), doradcą ministra komunikacji ds. odbudowy zniszczonych dróg (1945–1946), starszym radcą ds. techniki drogowej w Departamencie Dróg Publicznych Ministerstwa Komunikacji (od 1950). W 1948 uczestniczył w Międzynarodowym Kongresie Drogowym w Paryżu z ramienia władz polskich. W 1949 powołany na członka zwyczajnego Towarzystwa Naukowego Warszawskiego, działał także w innych organizacjach naukowych, m.in. pełnił funkcję prezesa Związku Inżynierów Drogowych (1921). 
Zajmował się w pracy naukowej budową dróg i systemami komunikacyjnymi. Przedstawił projekt odbudowy komunikacji drogowej w Polsce po zniszczeniach I wojny światowej wraz z planem zagęszczenia sieci drogowej. Pracował nad nowymi metodami ulepszania dróg gruntowych i wymulania rowów przydrożnych, badał zagadnienie trakcji i mechaniki ruchu na drogach oraz zainicjował badania pomiarowe współczynników oporu ruchu nawierzchni drogowej w ośrodku warszawskim. Niektóre prace naukowe:
- Warunki techniczne projektowania ulepszonych dróg gruntowych (1928)
- Wyniki badań laboratoryjnych materjałów kamiennych używanych do budowy i utrzymania dróg w Polsce (1929)
- Organizacja pracy i skład osobowy drugiej instancji Administracji Drogowej (1932)

Został pochowany na cmentarzu Powązkowskim w Warszawie (kwatera 99-3-4). 

## Ordery i odznaczenia
- Krzyż Oficerski Orderu Odrodzenia Polski (19 sierpnia 1946)[2]
- Złoty Krzyż Zasługi (dwukrotnie: 11 stycznia 1928[3], 11 listopada 1936[4])
- Medal Zwycięstwa i Wolności 1945 (1946)

## Źródła
- Biogramy uczonych polskich, Część IV: Nauki techniczne, Wrocław 1988.